# Francisco Ernandi Lima da Silva
Francisco Ernandi Lima da Silva, besser bekannt als Mirandinha, (* 2. Juli 1959 in Chaval, Ceará) ist ein ehemaliger brasilianischer Fußballspieler.

## Karriere

### 1977–1983
Der 1,70 Meter große Stürmer begann seine Karriere 1977 beim Verein Ferroviário AC, bei dem er während seiner ersten Spielzeit noch nicht an Ligaspielen teilnahm. Seine ersten Ligaspiele bestritt er beim Verein AA Ponte Preta, mit dem er acht torlose Ligaspiele absolvierte. Im zweiten Jahr absolvierte er keine Ligaspiele mehr beim Verein. Nach zwei Spielzeiten wechselte er zum Verein Botafogo, wo er für drei Jahre unter Vertrag stand.
In seinem ersten Jahr absolvierte er noch keine Ligaspiele, seine ersten 18 Ligaspiele mit sieben Toren bestritt er 1981. Im letzten Jahr stand er für 14 Ligaspiele unter Vertrag und traf sechsmal ins Tor. Nach drei Jahren beim Verein kündigte er den Vertrag und wechselte zum Verein Náutico Capibaribe, bei dem er einen Vertrag für zwei Jahre unterzeichnete. 1983 absolvierte er 18 Ligaspiele und erzielte elf Tore. Im zweiten und letzten Jahr nahm er an neun Ligaspielen teil und konnte vier Pässe ins Tor befördern.

### 1983–1989
Im gleichen Jahr wechselte er zum Verein Portuguesa, bei dem er im ersten Jahr jedoch keine Ligaspiele absolvierte. Neun Ligaspiele bestritt er im zweiten Jahr und konnte zwei Pässe ins Tor treffen. 1985 unterzeichnete Mirandinha einen Vertrag, nahm jedoch nicht an Ligaspielen teil. Im nächsten Jahr wechselte er für zwei Jahre zum Verein Palmeiras São Paulo, für den er im ersten Jahr 26 Ligaspiele absolvierte und 21 Pässe ins Tor beförderte. Im zweiten Jahr beim Verein bestritt er keine Ligaspiele und wechselte für zwei Saisons zum englischen Verein Newcastle United. An 26 Ligaspielen nahm er in der ersten Saison teil und schoss elf Tore. In der Saison 1988/89 absolvierte er 28 Ligaspiele und traf neunmal ins Tor. Nach zwei Saisons in England kehrte er wieder zum Verein Palmeiras São Paulo zurück und stand für zwei weitere Jahre unter Vertrag. Während des Jahres 1988 bestritt er neun Ligaspiele und traf einmal ins Tor, im zweiten nahm er an sieben teil und konnte wieder ein Tor erzielen.

### Ab 1990
In der Saison 1990/91 wechselte er für eine Spielzeit zum portugiesischen Verein Belenenses Lissabon, für den er während der Saison drei Ligaspiele bestritt und zwei Pässe ins Tor beförderte. Nach der Spielzeit in Portugal wechselte er wieder nach Brasilien zum Verein Corinthians São Paulo, stand für sieben Ligaspiele unter Vertrag und erzielte ein Tor. Im Jahre 1991 unterschrieb Mirandinha einen Vertrag beim Verein Fortaleza EC, für den er jedoch nicht an Ligaspielen teilnahm.
1992 wechselte er für drei Jahre nach Japan und seine erste Station war der Verein Shimizu S-Pulse, bei dem er jedoch nicht für Ligaspiele unter Vertrag stand. Das einzige Jahr, in dem er für Ligaspiele unter Vertrag stand, war das Jahr 1993, als er beim Verein Shonan Bellmare unterzeichnete. Während der Spielzeit stand er für 18 Ligaspiele unter Vertrag und traf zwölfmal ins Tor. Im zweiten Jahr nahm er an keinen Ligaspielen teil. Sein letztes Jahr als Fußballspieler verbrachte er ohne Ligaspiele beim brasilianischen Verein Fortaleza EC.

### Trainerkarriere
1996 unterschrieb er für eine Spielzeit einen Trainervertrag beim Verein Ferroviário Atlético Clube (CE). Von 1997 bis 1999 war er bei den Vereinen Botafogo (DF), Hajer Club, Goiânia EC und Atlético Rio Negro Clube (AM) unter Vertrag. Von 1999 bis 2000 unterschrieb er einen Vertrag beim Verein Al-Raed. In den Jahren von 2000 bis 2005 unterzeichnete er jeweils für eine Spielzeit, ein Jahr, einen Vertrag bei den Vereinen Nacional FC (AM), Atlético Rio Negro Clube, EC Flamengo, Hajer Club (beide 2002), Ríver AC, Kedah FA und Cascavel CR. Im Jahre 2006 stand er für drei Vereine, Libermorro FC, CE Nova Esperança und bereits zum dritten Mal beim Verein Atlético Rio Negro Clube unter Vertrag. Seine restliche Karriere stand er für die Vereine Libermorro FC, Fortaleza EC, Hajer Club und 2010, in seinem letzten Jahr als Trainer beim Verein Ferroviário Atlético Clube (CE) unter Vertrag.

## Erfolge

### Als Spieler
Fortaleza
- Staatsmeisterschaft von Ceará: 1991

### Als Trainer
Rio Negro
- Staatsmeisterschaft von Amazonas: 2001

Fortaleza
- Staatsmeisterschaft von Ceará: 2009